# 10605 Guidoni
10605 Guidoni è un asteroide della fascia principale. Scoperto nel 1996, presenta un'orbita caratterizzata da un semiasse maggiore pari a 2,9495197 au e da un'eccentricità di 0,1134804, inclinata di 0,94516° rispetto all'eclittica.
L'asteroide è dedicato all'astronauta italiano Umberto Guidoni.